# Асоциация на страните от Югоизточна Азия
Асоциацията на страните от Югоизточна Азия (на английски: Association of Southeast Asian Nations, ASEAN), често наричана и със съкращението АСЕАН) е политическа, икономическа и културна организация на 10 държави и два асоциирани члена (Папуа Нова Гвинея и Източен Тимор) от Югоизточна Азия.
АСЕАН е основана на 8 август 1967 г. с подписването на Банкокската декларация от представители на Индонезия, Малайзия, Филипините, Сингапур и Тайланд. Впоследствие членове на организацията стават също Бруней, Бирма (днес Мианмар), Камбоджа, Лаос и Виетнам. Тя се стреми към ускоряване на икономическия растеж, обществения напредък и културното развитие в страните членки и към защита на мира и стабилността в региона. Организацията е форум, даващ възможност на членуващите в нея страни да обсъждат мирно спорните въпроси, които възникват помежду им.
Страните от АСЕАН имат обща площ от 4,46 милиона квадратни километра или 3% от цялата суша на Земята, а населението им е около 600 милиона души или 8,8% от хората по света. През 2010 година техният общи номинален брутен вътрешен продукт е около 1,8 трилиона долара. Ако АСЕАН беше една държава, по този показател би заемала 9-о място в света и 3-то в Азия след Китай и Япония.

## Произход и развитие
Асоциацията е създадена на 8 август 1967 г. в Банкок с подписването на официален документ, известен като Банкокската декларация, от представители на Индонезия, Малайзия, Сингапур, Тайланд и Филипините. Декларацията определя целите и основните характеристики на новата организация, предназначена да замени Асоциацията от Югоизточна Азия, сформирана от Малайзия, Тайланд и Филипините в началото на 60-те години с цел да се занимава с политически и икономически въпроси. През януари 1984 г. към петте страни учредителки на асоциацията се присъединява Бруней. Виетнам, отначало със статут на наблюдател, става пълноправен член през юли 1995 г. Лаос и Мианмар (бивша Бирма) преминават от статут на наблюдатели към пълноправни членове през юли 1997 г. Камбоджа, на която е даден статут на наблюдател през юли 1996 г., се присъединява към асоциацията като пълноправен член през април 1999 г., като по този начин осигурява пълното представяне на региона в организацията. Страните членки на асоциацията имат общо население от около 500 млн. души и съвкупен брутен вътрешен продукт от 737 млрд. щ.д. Когато постигне официална независимост, Източен Тимор може да стане единайсетият член на асоциацията.

## Цели
В съответствие с Банкокската декларация целите на организацията са:
- ускорение на икономическото, социалното и културното развитие на страните членки;
- установяване на мир и стабилност в региона чрез придържане към принципите в Устава на ООН.

Основните цели на асоциацията са определени доста широко в основополагащата декларация. Те включват ускоряване на икономическия растеж, социалния прогрес и културното развитие чрез съвместни усилия в духа на равенство, партньорство и взаимопомощ при осигуряване на съоръжения за обучение и изследвания в образователната, професионалната, техническата и административната област, поощряване на политическата стабилност в Югоизточна Азия и развитието на близки връзки с други международни и регионални организации с подобни стремежи. В областта на икономическото сътрудничество и развитие е заложено по-широко използване на селското стопанство и промишлеността на страните членки, интензификация на търговията в региона и с останалия свят, което да включва проучване на проблемите на международната търговия със стоки, подобряване на транспорта и комуникациите и приемане на съвместни изследователски и технологични програми и проекти. През 1995 г. държавните и правителствени ръководители заявяват тържествено, че „фундаменталните цели на АСЕАН трябва да са общият мир и споделеният просперитет“.

## Структура
Висш орган на АСЕАН е срещата на върха на лидерите на отделните страни членки, която, започвайки от 2001 г., се провежда ежегодно. Срещата обикновено продължава 3 дни и е съпроводена от срещи с организации-партньори по региони. В качеството на ръководен и координиращ орган е ежегодното съвещание на министрите на външните работи, което води началото си от периода, когато срещите на върха са провеждани веднъж на три години, а съвещанието на министрите е било на предната година, подготвяйки бъдещата среща на върха. Също така ежегодно се провеждат съвещания на министрите на финансите и периодично – на министрите на икономиката и селското стопанство, чиито най-важни решения обаче подлежат на утвърждаване от министрите на външните работи.
Ежедневното ръководство се осъществява от постоянен комитет в състав министъра на външните работи на председателстващата страна и посланиците на останалите страни. Постоянният Секретариат е разположен в Джакарта и е оглавяван от Генерален секретар (от ноември 2008 г. – бившият министър на външните работи на Тайланд – Сурин Питсуван). В организацията има 29 комитета и 122 работни групи, и ежегодно се провеждат повече от 300 мероприятия в рамките на страните членки на АСЕАН.
В съответствие с основните и характерни особености функциите и пълномощията на асоциацията са подчинени на принципа на консенсуса.
Срещите на държавните и правителствени ръководители са най-върховният орган за вземане на решения. Срещите на върха на държавните и правителствени ръководители на страните членки, първоначално провеждани нередовно, се свикват на интервал от три години от 1992 г. насам, като всяка година се провеждат неофициални срещи; така срещите на върха стават ключов елемент в институционния механизъм на асоциацията.
Ежегодно се провежда министерска среща на АСЕАН на ниво министри на външните работи. Тя има пълномощията да определя основните насоки в политиката и основните насоки за развитие на регионалното координиране и сътрудничество в области от общ интерес. Ежегодните министерски срещи са последвани от „следминистерски конференции“, на които външните министри от асоциацията се срещат с техните колеги от „диалоговите партньори“.
Провеждат се и редица други министерски срещи по конкретни сектори: селско стопанство и лесовъдство, икономика, енергетика, околна среда, финанси, информатика, инвестиции, трудова заетост, право, развитие на селските региони и намаляване на бедността, наука и технологии, социално благосъстояние, транснационална престъпност, транспорт, туризъм и младеж. Дейността на министерските органи се подпомага от около 30 комитета от висши държавни служители и от над 120 технически работни групи.
През 1976 г. в Джакарта, Индонезия, е учреден постоянен централен секретариат, който изпълнява административни функции и поддържа контакти със страните членки чрез назначени специално за целта национални секретариати. През 1992 г. секретариатът е преструктуриран и подсилен, като вече персоналът му се набира с отворени процедури, а не се назначава на основата на номинации по страни, и са дадени по-широк мандат и отговорности на генералния секретар. Неговият пост се заема на ротационен принцип от страните членки по азбучен ред за срок от пет години. Асоциацията има редица специализирани органи и системи, които насърчават междуправителственото сътрудничество в редица области, включително: Университетска мрежа на АСЕАН, Мениджьрски център АСЕАНЕС, Център по енергетика на АСЕАН, Център за планиране на селскостопанското развитие на АСЕАН, Център за земетръсна информация на АСЕАН, Специализиран метеорологичен център на АСЕАН.

## Дейност
Въпреки периодичното обтягане на отношенията в региона, асоциацията успява да предотврати откритата конфронтация между нейни членове с помощта на политически диалог и изграждане на доверие. Освен да насърчава сътрудничеството в основните икономически и неикономически сектори, асоциацията успява да изкове и „АСЕАН-ска идентичност“, като взема общо становище по регионални и световни въпроси – от Камбоджа до Афганистан.
Всъщност АСЕАН започва съществуването си с наследство от напрежение и нетрайни отношения, между учредителите и в началния етап най-голяма загриженост предизвикват мирното решаване на конфликтите вътре в АСЕАН и съпротивата на усещащата се комунистическа заплаха. Едва в края на 70-те год. икономическите въпроси стават ключов аспект в сътрудничеството в АСЕАН както между членовете, така и по отношение на трети страни и международни организации.
Първата среща на върха на АСЕАН е проведена на 2З и 24 февруари 1976 г. в Денпасар, о. Бали, Индонезия, и приключва с подписването на два важни документа. Договорът за разбирателство и сътрудничество в Югоизточна Азия въвежда принципите на взаимно уважение към независимостта и суверенитета на всички нации, на ненамеса във вътрешните работи, на мирно уреждане на споровете и ефективно сътрудничество. На 15 декември 1987 г. договорът е променен за първи път с протокол, който позволява приемането на други страни от и извън Югоизточна Азия. Виетнам и Лаос подписват договора през юли 1992 г., последвани от Мианмар през юли 1995 г. Декларацията на АСЕАН за съгласуваност – вторият документ, подписан на срещата на върха в Бали на 24 февруари 1976 г., определя насоките в областта на икономическите, социалните и културните отношения и потвърждава поетия от подписалите го страни ангажимент за създаването в Югоизточна Азия на зона на мир, свобода и неутралитет. Първоначалната Декларация за Зоната на мир, свобода и неутралитет е одобрена в Куала Лумпур на 27 ноември 1971 г.
На 4 и 5 август 1977 г. в Куала Лумпур, Малайзия, се провежда друга среща на върха. На нея се потвърждава изрично намерението за развиване на мирни отношения с други страни от Югоизточна Азия; в частност АСЕАН подкрепя правото на самоопределение на народа на Камбоджа.
През януари 1977 г. е сключено важно споразумение за установяване на преференциални търговски спогодби (РТА), което осигурява рамки за постепенно намаляване на тарифите и на други концесии в широк диапазон. Всъщност обаче само малка част от търговския обем вътре в АСЕАН е свързана със стоки на преференциални цени. Необходимостта от допълнително увеличение на търговията вътре в АСЕАН е обсъдена на третата среща на върха на държавните и правителствени ръководители, състояла се на 14 и 15 декември 1987 г. в Манила и приела подобрена програма за преференциални търговски спогодби, която определя нови приоритети в националното и регионалното развитие.
В началото на 90-те години с края на противопоставянето Изток-Запад и решаването на камбоджанската криза пред страните от АСЕАН се появява важна възможност за постигане на напредък в програмите за икономическо сътрудничество в среда, която вече не се характеризира със сериозни заплахи за сигурността. Четвъртата среща на върха е проведена на 27 и 28 януари 1992 г., в Сингапур. Участниците решават да позволят на външните си министри да обсъждат въпросите по сигурността по време на техни бъдещи срещи, въпреки че не дават на асоциацията компетенции във военната сфера и препоръчват създаването на зона на мир, свобода и неутралитет и на зона, свободна от ядрени оръжия. Едно от важните решения, взето на тази среща, е за създаването до 15 години на Свободна търговска зона в АСЕАН (AFTA), прието отчасти в отговор на нарастващата икономическа интеграция в Европа и Северна Америка. Одобрено е „Рамково споразумение за подобряване на икономическото сътрудничество в АСЕАН“, чиято цел е да поощри постигането на по-подробни споразумения по неговото осъществяване. През януари 1993 г. влиза в сила схема на общи ефективни преференциални тарифи (СЕРТ). На последващите срещи на министрите на търговията и икономиката, проведени между 1993 и 1995 г., е разширен броят на продуктите, засегнати от процеса на намаляване на тарифите, и са поставени по-стриктни срокове за осъществяването на Свободна търговска зона в АСЕАН.
Нарастващата обвързаност на асоциацията с въпросите на политиката и сигурността довежда до установяването на конкретен механизъм за диалог – Регионалния форум на АСЕАН, чиято първа официална среща се провежда през юли 1994 г.
Петата среща на върха се провежда на 14 и 15 декември 1995 г. в Банкок. Банкокската декларация съдържа дневен ред за по-голяма икономическа интеграция с оглед ускоряване на графика за Свободна търговска зона в АСЕАН от първоначалните 15 на 10 години. Договорът за създаване на зона, свободна от ядрени оръжия в Югоизточна Азия (SEANWFZ), е подписан на 15 декември по време на срещата на върха в Банкок с цел да се забранят производството, разполагането, превозът и използването на ядрени оръжия на териториите на страните участнички, включително на съответните им континентални шелфове и изключителните икономически зони (EEZ).
Първата неформална среща на върха на АСЕАН е свикана на 30 ноември 1996 г. в Джакарта; участниците потвърждават силната си обвързаност с бързото осъществяване на асоциация, включваща всичките десет страни от Югоизточна Азия.
Трийсет години след раждането на асоциацията държавните и правителствени ръководители се срещат в Куала Лумпур на втората неформална среща на върха и на 15 декември 1997 г. приемат „Представа за АСЕАН през 2020 г.“, призоваваща за „партньорство в динамичното развитие“, насочено към изковаването на по-тясна икономическа интеграция в региона.
Вторият протокол за промяна на договора за разбирателство и сътрудничество в Югоизточна Азия от 1976 г., приет на 25 юли 1998 г. в Манила, изрично изисква „съгласието на всички държави от Югоизточна Азия“ за приемането в договора на членове извън региона.
Ханойският план за действие, приет от шестата среща на върха на 16 декември 1998 г. и покриващ периода 1999 – 2004 г., е първият от поредица планове за действие, водещи до изпълнението на „представата за АСЕАН“. Обмислени са някои мерки за ускоряване на икономическото възстановяване в региона, за намаляване на разликата в нивото на развитие на страните членки и за облекчаване на социалните последици от икономическата и финансовата криза. Също така е обсъдено по-нататъшното развитие на области на растеж и триъгьлници на растеж в подрегиона. Въпреки временните изключения, приети за страни, изправени пред тежки проблеми при изпълнението на задълженията им по СЕРТ (като Виетнам, Лаос и Мианмар), е изтъкнат ангажиментът за осъществяването на свободна търговска зона в АСЕАН до 2002 г. – шест години по-рано от първоначално определената 2008 г.
Третата неформална среща на върха е свикана на 27 и 28 ноември 1999 г. в Манила, за да се обсъдят важни въпроси, чакащи решение. Необходимостта от интегриране в АСЕАН на по-новите страни членки (Камбоджа, Лаос, Мианмар и Виетнам, или КЛМВ) довежда до лансирането на Инициатива за интеграция в АСЕАН (IAI) по случай четвъртата неформална среща на върха, състояла се на 22 и 25 ноември 2000 г. в Сингапур. След вземането на решението за инициативата външните министри, срещнали се в Ханой на 23 юли 2001 г., приемат декларация за намаляване на разликата в развитието с цел постигане на потясна интеграция в АСЕАН. Според декларацията трябва да се посветят „специални усилия и ресурси“ за насърчаването на развитието на КЛМВ, като се даде приоритет на инфраструктурата, развитието на човешките ресурси и информационните и комуникационните технологии.

## Външни отношения
В редица чужди държави са учредени специални комитети на равнище глави на дипломатически мисии с цел поощряване на координирането на политиката и оказване на помощ при осъществяването на външните отношения на асоциацията. Понастоящем такива АСЕАН комитети функционират в Брюксел, Вашингтон, Делхи, Женева, Исламабад, Канбера, Лондон, Москва, Ню Йорк, Отава, Париж, Пекин, Сеул, Токио и Уелингтън.
Асоциацията развива отношения с основни страни, най-вече с „диалоговите партньори“, чиито външни министри участват в следминистерските конференции на АСЕАН. Освен Европейския съюз (ЕС) понастоящем сред тези партньори са Австралия, Индия, Канада, Китай, Нова Зеландия, Русия, САЩ, Южна Корея, Япония и Програмата на ООН за развитие (ПРООН). Асоциацията си сътрудничи с Пакистан в определени области.
Постепенно се заздравяват в нова рамка връзките на асоциацията с Китай, Южна Корея и Япония (АСЕАН + 3) чрез провеждане на редовни срещи в съответствие с решението, взето в Ханой през декември 1998 г. по случай шестата среща на върха на АСЕАН. Съвместното изявление относно източноазиатското сътрудничество, прието на 28 ноември 1999 г. От държавните и правителствени ръководители, потвърждава поетия от участниците ангажимент да работят чрез рамката на АСЕАН + З на базата на съществуващите процеси за консултации и сътрудничество, особено в икономическата и социалната област. През май 2000 г. министрите на икономиката от Източна Азия провеждат първата сесия от редовните си срещи. През май 2001 г. е подписано споразумение за валутна мрежа между централните банки на АСЕАН + 3; въпреки ограниченото си значение споразумението би могло да представлява първа стъпка към създаването на азиатски валутен фонд.
Връзките на асоциацията с ЕС представляват обещаваща област за сътрудничество. След началото на неформалните отношения през 1972 г. през 1980 г. между асоциацията и тогавашната Европейска икономическа общност (ЕИО) е подписано подлежаща на подновяване петгодишно споразумение за сътрудничество, насочено към заздравяване на търговските отношения и увеличаване на съвместната работа в научната и селскостопанската област. Двете организации предлагат няколко инициативи, които, освен друго, трябва да насърчават европейските инвестиции в Югоизточна Азия, да определят съвместни промишлени проекти и да улесняват достъпа до пазарите на АСЕАН. От началото на 90-те години асоциацията и ЕС полагат усилия за увеличаване на търговията и инвестициите, за сътрудничество срещу трафика на наркотици и за насърчаване на по-голямо участие на частния сектор. През последните няколко години обаче сериозните различия относно демократичните и човешките права, наблюдавани в някои страни членки на асоциацията (особено в Мианмар), довеждат до отлагане или отменяне на срещи на съвместния комитет на ЕС и АСЕАН. Лансираната през 1994 г. от ЕС нова стратегия спрямо Азия и декларацията относно важността на АСЕАН като крайъгълен камък в диалога на ЕС с Азия поставят основите за провеждането през 1996 г. в Банкок на първата среща Азия-Европа (ASEM).
Асоциацията взема активно участие в понататъшното задълбочаване на икономическото сътрудничество в Азиатско-Тихоокеанския регион, особено чрез Азиатско-тихоокеанското икономическо сътрудничество (АТИС) и Съвета за тихоокеанско икономическо сътрудничество (СТИС).

## История
АСЕАН е предшествана от организация, наречена Асоциация на Югоизточна Азия – съюз, състоящ се от Филипините, Малайзия и Тайланд, сформиран през 1961 г. Самата АСЕАН е създадена на 8 август 1967 година, когато външните министри на петте страни – Индонезия, Малайзия, Филипините, Сингапур и Тайланд се събират на среща в сградата на тайландското Министерство на външните работи в Банкок и подписват Декларацията на АСЕАН, по-известна като Банкокска декларация. Петте министри са Адам Малик от Индонезия, Нарцисо Рамос от Филипините, Абдул Разак от Малайзия, С. Раджаратнам от Сингапур и Танат Кхоман от Тайланд.
Сред мотивите за зараждането на АСЕАН са общи: възможността управляващите елити на страните членки да могат да се съсредоточат върху изграждане на нациите, общия страх от комунизма, недоверието към външните сили през 60-те години на XX век, както и желанието за икономическо развитие; и индивидуални за различните страни – например амбицията на Индонезия да се превърне в регионален хегемон посредством регионално сътрудничество, или надеждите на Малайзия и Сингапур да ограничат Индонезия и да приведат отношенията в по-сговорчива рамка.
През 1976 година, на меланезийската държава Папуа-Нова Гвинея е предоставен статут на наблюдател. На срещата на високо равнище в Бали през 1976 година, организацията приема програма за икономическо сътрудничество, в която обаче има затишие в средата на 80-те, и активността по която е възобновена към 1991 година, когато Тайланд предлага развиването на регионална зона за свободна търговия. По-късно към блока се присъединява Бруней (стана шестата от членките).
На 28 юли 1995 година, Виетнам става седмия член на АСЕАН. Лаос и Бирма се присъединяват две години по-късно. На 23 юли 1997 година Камбоджа трябва да се присъедини заедно с тях, но решението за нея е отложено поради вътрешните политически борби в страната. Камбоджа се включва в АСЕАН на 30 април 1999 година, след стабилизирането на правителството.
През 90-те в организацията се наблюдава стремеж към повишаване броя на членките, както и желание за по-нататъшна интеграция. Малайзия предлага създаването на Икономически форум за Източна Азия, състоящ се от тогавашните страни членки на АСЕАН, плюс Китай, Япония и Южна Корея; с цел противодействие на нарастващото влияние на САЩ в организацията за Азиатско-тихоокеанско икономическо сътрудничество, както и в азиатския регион като цяло. Това предложение обаче пропада, поради силното противопоставяне от страна на Съединените щати и Япония. Въпреки този неуспех, държавите членки продължават да търсят начин за по-нататъшна интеграция и през 1997 година е създадена групата „АСЕАН плюс три“.
През 1992 г. е подписана схемата за график за създаване на Обща ефективна преференциална тарифа за постепенното намаляване на тарифите – с цел увеличаване на регионалното конкурентно предимство като производствена база, насочено към световните пазари. Този документ трябва да служи като рамка за създаването на зона за свободна търговия на АСЕАН. След края на финансовата криза в Източна Азия от 1997 година, предложението на Малайзия е възобновено в Чианг Мей (известно и като „Инициативата от Чианг Мей“, която призовава за по-добрата интеграция между икономиките на АСЕАН, както и на „АСЕАН плюс три“ (включително Китай, Япония и Южна Корея).
Освен с подобрението на икономиката на всяка от страните членки блокът се фокусира и върху мира и стабилността в региона. На 15 декември 1995 г. е подписан договорът за свободна от ядрено оръжие зона в Източна Азия (Southeast Asian Nuclear-Weapon-Free-Zone Treaty) с цел да превърне Източна Азия в зона, свободна от ядрено оръжие. Договорът влиза в сила на 28 март 1997 г., след като всички страни с изключение на една го ратифицират. На 21 юни 2001 г. влиза в сила изцяло, след като и Филипините го ратифицират. По този начин се забраняват всички ядрени оръжия в региона.

### Начинът на АСЕАН
След периода на независимост в страните от Югоизточна Азия се полагат усилия да се въведат регионални външни политики, но с обединяващ фокус, за да се избегне намесата във вътрешните работи на страните членки.
Има и движение за обединение на региона под така наречения „Начин на АСЕАН“, базиран на идеалите за ненамеса, неформалност, минимални институционализиране, консултация и консенсус, избягване на употреба на насилие и конфронтация. Членовете на АСЕАН (особено Сингапур) одобряват термина „начин на АСЕАН“ за описване на регионален мултилатеризъм.
Така с подписването на Договора за подкрепа и сътрудничество в Югоизточна Азия се приемат следните принципи:
- Взаимен респект на независимостта, соверинитета, равенството, териториалната интеграция и националната идентичност на всички нации;
- Правото на всяка страна да се развива като нация без чужда намеса, пречки или принуда;
- Ненамеса във вътрешни работи;
- Разрешаване на различия или конфликти по мирен път;
- Отричане на заплахи или употреба на насилие;
- Ефективно регионално сътрудничество.

## Източен Тимор и Папуа Нова Гвинея
Източен Тимор заявява своето желание да се присъедини като 11-ия член на АСЕАН на срещата в Джакарта през март 2011 г. Същевременно Индонезия приветства Източен Тимор в АСЕАН.
Папуа Нова Гвинея продобива статут на наблюдател през 1976 г. и статут на специален наблюдател през 1981 г. Папуа Нова Гвинея е маланезийска държава. Така след срещата в Бали през 1976 г. АСЕАН започва програма за икономическо сътрудничество. Тя пропада в средата на 80-те години и започва отново едва през 1991 г. поради предложението на Тайланд за създаване на регионална зона за свободна търговия.

## Председателство
Председателството в организацията се осъществява по азбучен ред на страните-участнички (по изписването на името им на английски език), със срок от една година. На ежегодното съвещание на министрите на външните работи, председателството се поема от министърът на тази страна, която е оглавявала организацията предната година.

## Страни членки
Държавите, които създават организацията са Индонезия, Малайзия, Сингапур, Тайланд и Филипините. По-късно към тях се присъединяват Бруней (на 7 януари 1984 г., 6 дни след обявяването на независимост), Виетнам (на 28 юли 1995 г.), Лаос и Бирма (на 23 юли 1997 г.), Камбоджа (на 30 април 1999 г.). Към 2010 г., статут на наблюдател има Папуа-Нова Гвинея. През 2002 г. заявка за получаване на статут на наблюдател подава Източен Тимор.
Населението на страните членки на АСЕАН възлиза на около 500 млн. души, общата им площ е 4,5 милиона км2, съвкупният им БВП – около 737 милиарда американски долара.
Шест от страните членки се отличават с особено бързо развитие и икономиките им са многократно по-големи от тези на останалите членки.
| Страна     | БВП (в номинална стойност) | БВП (по паритет на покупателната споксобност) |
| ---------- | -------------------------- | --------------------------------------------- |
| Индонезия  | 867 468 000 000            | 1 284 789 000 000                             |
| Тайланд    | 400 916 000 000            | 674 344 000 000                               |
| Малайзия   | 312 413 000 000            | 525 039 000 000                               |
| Сингапур   | 287 374 000 000            | 339 019 000 000                               |
| Филипините | 278 260 000 000            | 471 254 000 000                               |
| Виетнам    | 170 020 000 000            | 358 889 000 000                               |

## Основни документи
- „Декларация на АСЕАН“ (1967 г.) – основополагащият документ, установяващ целите на организацията.
- „Декларация за зона на мир, свобода и неутралитет в Югоизточна Азия“ (известна и като „Куала-Лумпурска декларация“, 1971 г.) – В нея се заявява, че неутралитета на региона е „желана цел“.
- „Договор за дружба и сътрудничество“ (1976 г.) – В този договор страните се договорят за принципите на взаимоотношения помежду им, а именно: взаимно уважение на независимостта, суверенитета, равенство, териториалната цялост и национална идентичност на всяка нация, правото на ненамеса във вътрешните дела на държавите, отказ от методите на принуда в международните отношения, разрешаване на конфликтите по мирен път и пр. Договорът е приет във връзка с намаляването на напрежението в региона след края на Втората индокитайска война.
- „Манилска декларация“
- „Договор за създаването в Югоизточна Азия на зона, свободна от ядрено оръжие“ (или „Бангкокски договор“, 1995 г.) – Този договор е продължение на Куала-Лумпурската декларация.
- „Декларация за съвместни действия за противодействие на тероризма“
- „Устав на АСЕАН“ – Подписан на срещата на върха на АСЕАН в Сингапур през 2007 г.

## Регионален форум на АСЕАН
Регионалният форум е създаден през 1994 г. в рамките на превантивната дипломация. Срещите се провеждат ежегодно в една от столиците на АСЕАН. Съгласно бюлетина на председателя на първия форум, целите на регионалния форум на АСЕАН са:
- стимулиране на конструктивния диалог и консултациите по въпросите на политиката и безопасността;
- очертаване на съразмерен принос в усилията, насочени за създаване на пълномощни отношения и превантивна дипломация в Азиатско-Тихоокеанския регион.

В рамките на този форум има 2 нива: на първото диалогът се води на официално междуправителствено равнище, а на второта – между НПО и академични кръгове.
В последния форум, извън страните членки на АСЕАН, взимат участие Австралия, Бангладеш, Източен Тимор, ЕС, Индия, Канада, КНДР, Китай, Монголия, Нова Зеландия, Папуа-Нова Гвинея, Пакистан, Република Корея, Русия и САЩ.

## Неравномерно развитие
Когато Виетнам, Лаос, Мианмар и Камбоджа се присъединяват към АСЕАН в края на 90-те години на XX век, се появяват притеснения, че ще има определено разделение според степента на развитие, изразена в БВП на глава от населението, между старите и новите страни членки. В отговор на тези мнения се формира Инициативата за интеграция на АСЕАН (на английски: Initiative for ASEAN Integration), която се приема за регионална интеграционна политика с цел уеднаквяване на разликите в развитието на страните, което, освен в разлики в БВП на човек от населението, се изразява и в различна продължителност на живота и равнище на грамотност.
Наред с това стартират и други програми за развитие на страните от басейна на Меконг, където се намират и четирите нови членки на АСЕАН, които се фокусират върху развитието на инфраструктурата. Общо взето, АСЕАН не притежава финансовите ресурси да предоставя грантове или заеми на новоприсъединилите се. Затова обикновено оставя финасирането на тези инфраструктурни проекти на международните финансови институции и развитите страни. Въпреки това тя мобилизира събиране на средства от тези институции и страни, както и от АСЕАН-6 (Индонезия, Малайзия, Филипините, Бруней Дарусалам, Сингапур и Тайланд), които да се насочат към сфери, където разликата в развитие трябва да се преодолее с помощта на програмата Инициатива за интеграция на АСЕАН. Други програми, ориентирани към развитие на АСЕАН-4, се възползват от географската близост до страните от групата CLMV и са насочени към инфраструктурни сектори като транспорт, туризъм и пренос на електричество.

## Преки чуждестранни инвестиции
През 2009 г. осъществените в региона преки чуждестранни инвестиции (ПЧИ) са в размер на 37,9 млрд. щ.д., а през 2010 г. те се удвояват и достигат 75,8 млрд. щ.д. От общите ПЧИ 22% идват от Европейския съюз, следван от страните в АСЕАН с 16%, след които се нареждат Япония и САЩ.

## Пътуване в АСЕАН
Институционализирането на безвизовото пътуване между страните в АСЕАН, вътрешният туризъм процъфтява, което е знак, че опитите да се формира общност на страните от групата ще жъне успехи през следващите години. През 2010 г. 47% или 34 млн. туристи от общо 73 млн. в страните от АСЕАН са именно от други държави членки.

## Вътрешна търговия
До 2010 г. вътрешната търговия е все още слаба, което се дължи на факта, че много от станите изнасят продукция за пазари извън региона, с изкл. на Лаос и Мианмар, които ориентират съответно 80% и 50% от експорта си към други членки на АСЕАН.

## Споразумения за свободна търговия с други страни
АСЕАН има сключени споразумения за свободна търговия с Китай (очакван двустранен стокообмен на стойност 500 млрд. щ. д. До 2015 г.), Корея, Япония, Австралия, Нова Зеландия и Индия. Двустранната търговия между АСЕАН и Индия превишава нивото от 70 млрд. щ. д. През 2012 г. (очакванията са били това да стане през 2015 г.) Споразумението с Китай създава Свободна търговска зона АСЕАН–Китай, което влиза в действие на 1 януари 2010 г. Освен това АСЕАН е в процес на преговори за споразумение за свободна търговия с ЕС. Република Китай (Тайван) също изразява интерес за сключване на споразумение с АСЕАН, но за целта е необходимо да превъзмогне дипломатическите си проблеми с Китай.

## Образование и развитие
В ролята си на „колективно цяло, което цели да увеличи регионалното сътрудничество в сферата на образованието“ министрите на образованието на страните членки на АСЕАН определят четири приоритетни области, където да се насочат усилия, за да се подобри образованието: (1) популяризиране на АСЕАН сред гражданите на страните членки, предимно сред младите хора; (2) заздравяване на организацията чрез образование; (3) изграждане на човешки ресурси в сферата на образованието; и (4) укрепване на връзките между университетите в АСЕАН. Някои държави като Малайзия, Сингапур, Индонезия, Тайланд и Филипините преминават през ускорено развитие през последните 20 години и това е особено видимо в образователната система. Всяка страна развива уникална сама по себе си, но същевременно взаимосвързана чрез инициативите на АСЕАН човешка и физическа инфраструктура, която осигурява образование за младежите, основна детерминанта за бъдещите им способности, както и за устойчив економически растеж в целия регион. Различни програми и проекти се разработват непрекъснато, за да се изпълнят директивите и да се постигнат бъдещите цели.
По време на 11 среща на АСЕАН през декември 2005 г. лидерите на страните членки си поставят нови цели за регионално сътрудничество в образованието, като приветстват решението за редовно провеждане на срещите на министрите на образованието на АСЕАН (the ASEAN Education Ministers Meeting). Освен това лидерите призовават министрите на образованието да се съсредоточат върху повишаване на сътрудничеството в образователната сфера. Срещата на министрите на образованието на страните членки на АСЕАН, която се провежда всяка година, наблюдава мерките за сътрудничество между страните в сферата на образованието. Що се отнася до изпълнението на мерките, подобен род програми и действия, които са част от усилията за по-добро коопериране се прилагат от старши държавни лица, работещи в сферата на образованието, които докладват за напредъка по време на срещата на министрите на образованието. Те са също така отговорни за сътрудничеството във висшето образование чрез Университетската мрежа на АСЕАН (ASEAN University Network). Тя е създадена с цел да подпомага АСЕАН в следните дейности: (1) популяризиране на сътрудничеството сред студенти, академици и учени от региона на АСЕАН; (2) създаване на човешки ресурси от академици и професионалисти в региона; (3) разпространение на информация сред академичната общност в АСЕАН; и (4) повишаване на регионалната идентичност и чувството за принадлежност към АСЕАН сред гражданите на страните членки.

### Образованието като определющ фактор за човешкото развитие
Статистически погледнато, нивото на образование (измерено чрез среден брой години на обучение) е в тясна връзка с нивото на доходите в по-късен етап, както и със способностите за развитие. Подобряването в нивото на образование ще окаже положителен ефект върху средния доход на жителите на страната и върху ръста на човешко развитие.
Затова лесно се вижда, че „достъпът и придобиването на начално или основно образование само по себе си е цел, на която трябва да се основава изграждането на човешки капацитет. По-голямото участие в средно и висше образование на мъже и жени е необходима мярка в процеса на увеличаване на капацитета, подобряване достъпа до информация и затвърждаване на науката.“

### Ниво на грамотност
Показателите за грамотност осигуряват начин за измерване на броя на грамотни хора сред населението, които могат да пишат и да продължат да се учат. Нивото на грамотност само по себе си отразява общото влияние на образованието в разпространението на писменост. Нивото на грамотност обикновено се свързва с коефициента на записване в училище и нивото на задържащите се в училище (поне до пети клас) до завършване на начално образование, като и двете допринасят за ограмотяването на населението.
Данните за нивото на грамотност в страните членки сред хората на възраст от 15 до 24 години са резултат от процеса на придобиване на основно образование, като по този начин се приема за мярка на ефективността на образователната система в съответната страна, както и на инвестициите в образованието на децата. Сред осемте страни от АСЕАН, в шестте, за които има данни, се забелязва голям прогрес към 100 % грамотност до 2000 г. Този напредък е сравним с този на страните членки на Организацията за икономическо сътрудничество и развитие, което е огромно постижение. Като цяло, няма много разлика в нивото на грамотност на мъжете и жените с изключение на Камбоджа и Лаос, където нивото на грамотност на жените е с около 10% по-ниско от това на мъжете през 1999 г. Резултатите от цялостното подобрение в коефициента на грамотност обаче показват положителен ефект от системата на начално образование в тези страни през 90-те години на XX век.

### Начално образование
Може да се направят няколко заключения, базирани на данни относно броя на записаните в начално образование. През 2001 г. Бруней почти достига 100% записване в начално образование, докато в Индонезия процентът постепенно спада. Филипините от друга страна се доближава все повече до тази цел през последните години. Данните открояват две групи страни – едната постоянно отбелязва нетно съотношение на записване от над 90% (Бруней, Индонезия, Филипините и Сингапур) и другата, при която съотношението е около 80% (Камбоджа, Лаос и Мианмар). Виетнам отначало е в долната група и се придвижва в горната група през последните няколко десетилетия. Тайланд не е осигурил за данните за двата пола, но отделно показателят за момичета и момчета показва, че цялостното съотношение е между 86% и 87% и така се доближава повече до горната група.
Освен това е полезно да се вземе предвид и коефициентът на задържане в училище и този на ефективността на образованието в страните от АСЕАН. Ефективността от усилията да се повиши грамотността зависи от възможността на образователната система да осигури пълно участие на децата в ученическа възраст, както и да им помогне те да достигнат поне пети клас, когато се счита, че те са усвоили знания да пишат и да познават на числата. Нормалният индикатор за измерване на нивото на ефективност е пропорцията на учениците, започващи първи клас и достигащи до пети клас от началното образование.
Повечето страни от АСЕАН постоянно подобряват нивото на оставащите до пети клас деца. Сред първенците са Малайзия, Сингапур и Тайланд, които показват нива, близки до 100%, което е много висок коефициент на задържащите се деца в училище до поне пети клас. Останалите страни показват резултати между 57% и 89% към края на изминалия век. Мианмар подобрява резултатите си най-много през последните години.

### Средно образование
До 2001 г. Бруней, Мианмар, Сингапур, Малайзия и Филипините подобряват съотношението на учениците, записали средно образование, в сравнение със стойности от 11 – 19% през 1990 г. и 1991 г. Виетнам отчита най-бързият растеж при този индикатор в годините от 1993 до 1998. Сингапур – страната с най-добрите постижения в тази насока постига коефициент на записване за средно образование от над 90% от 1994 г. насам. Що се отнася до разлики при двата пола, те са от порядъка на 0,2% до 6% (за шестте страни, за които се измерва този индикатор – Индонезия, Малайзия, Филипините, Сингапур, Тайланд и Виетнам). „Общата тенденция е при момичетата коефициентът на записано средно образование се увеличава все повече освен в Сингапур, където съотношението при двата пола се уеднаквяват през втората половина на периода“.

## Обществени усилия

### Финансови ресурси
Правителствата имат огромен интерес в инвестирането в образование и други области на човешкия капитал, особено тези правителства от бързо развиващи се страни като тези в АСЕАН. В краткосрочен план инвестициите пряко подпомагат общото търсене и растеж. В по-дългосрочен план инвестициите във физическа инфраструктура, в увеличение на производствеността и в най-вече в осигуряването на образование и здравни услуги обуславя потенциала за растеж.
За да се измерят инвестициите в образование, направени от правителствата, се използват данните за текущи публични разходи за начално образование като процент от БВП и разходи за един ученик като дял от БВП. Тези два индикатора се базират на текущите публични разходи на всички правителствени нива за всички държавни училища и субсидиите за частните образователни институции, учители и ученици. В някои случаи данните, използвани при калкулирането им, са взети само от министерството на образованието без да се взимат предвид други министерства, които също финансират образователни дейности.
Разходите за начално образование в страните от АСЕАН са обикновено под 3% от БВП с изключение на Индонезия, при която са 5%. Две от страните показват виден възходящ тренд – Филипините и Лаос. Малайзия отчита постепенен спад през 90-те години на XX век, но около 2000 г. равнището на разходите се стабилизира. Индонезия регистрира рязък спад при разходите за начално образование между 1995 г. и 1999 г. от почти 10% до 5%. Сингапур отчита постоянни 0,6% до 2000 г., а през 2001 г. се покачва незначително до 0,7%.
Докато публичните разходи за начално образование като дял от БВП никога не мога да са близо до 100%, теоретично погледнато е възможно публичните разходи за един ученик да достигнат и дори надвишат 100% от БВП на глава на населението. Освен за Сингапур този индикатор обикновено варира, но към края на последното десетилетие на XX век се стабилизира около 10% за две страни от АСЕАН. От 1996 г. насетне този показател се увеличава при Филипините до почти 14% през 1998 г. Възходящата или низходящата тенденция при този показател може да се обясни с различни причини като рязка промяна на нивата на записани или на разходите на правителството за начално образование.

## Критика
Страните, които не са членки на организацията, критикуват АСЕАН за това, че е твърде мека при подхода си за промотиране на човешките права и демокрация в Мианамар. Въпреки критиките относно военната намеса срещу невъоръжените протестиращи в Янгон АСЕАН отказва да изключи Мианмар от организацията и не приема предложенията за прилагане на икономически санкции. Това поражда тревоги, тъй като Европейският съюз, който е потенциален търговски партньор на АСЕАН, отказва да започне преговори за споразумение за свободна търговия на регионално ниво предвид тези политически причини. Международни наблюдатели смятат, че организацията говори много, но на дела не е активна. Въпреки това лидери като секретаря по международни отношения на Филипините Алберто Ромило споделят, че „това е работилница не само за приказки“ Други също подкрепят това мнение.
Тим Хъксли, който е начело на Международния институт по стратегически науки за Азия споделя, че различните политически системи, които се намират в организацията, вкл. много млади страни, са пречка за по-задълбочено сътрудничество извън икономическата сфера. Освен това той потвърждава, че при липса на външни заплахи от Студената война насам АСЕАН е все по-трудно успява да контролира членовете си и да спомага за разрешаване на териториални спорове като този между Мианмар и Тайланд и Индонезия и Малайзия.
По време на 12-а среща на АСЕАН в Себу няколко активистки групировки започват протест срещу глобализацията. Според активистите икономическата интеграция ще повлияе негативно на индустриите във Филипините и ще доведе до загуба на хиляди работни места.